# Kościół Opatrzności Bożej w Siderce
Kościół pw. Opatrzności Bożej w Siderce – rzymskokatolicki kościół w Siderce, wzniesiony w 1825 jako cerkiew unicka. Od synodu połockiego znoszącego Kościół unicki w Imperium Rosyjskim do 1920 cerkiew prawosławna, następnie zrewindykowana na rzecz Kościoła rzymskokatolickiego i rekoncyliowany.

## Historia

### Pierwsze cerkwie w Sidrze i Siderce
Prawosławna parafia przy dworze w Sidrze powstała ok. 1540 na potrzeby sprowadzanych na ten teren osadników rusińskich. Po 1596 placówka ta przyjęła unię. Pierwsze informacje o odrębnej cerkwi w samej Siderce pochodzą z 1706, gdy wymieniona jest unicka drewniana cerkiew św. Michała Archanioła. Wzmiankuje ją również spis świątyń katolickich z 1744. Do 1797 parafia w Siderce pozostawała w strukturach unickiej diecezji włodzimiersko-brzeskiej. Następnie, do 1807, należała do dekanatu nowodworskiego unickiej diecezji supraskiej, a po jej likwidacji znalazła się w unickiej diecezji wileńskiej, w dekanacie drohiczyńskim. Na początku XIX w. nosiła wezwanie Przemienienia Pańskiego.

### Cerkiew unicka
Murowaną unicką świątynię w Siderce wzniósł w latach 1819–1825 Ignacy Zawistowski, który był właścicielem wsi od końca poprzedniego stulecia. Równocześnie z budynkiem sakralnym zbudowany został otaczający go mur oraz dzwonnica. Całość wyświęcono 18 maja 1825.
Wyposażenie świątyni było silnie zlatynizowane, co odpowiadało tendencjom w rozwoju Kościoła unickiego po synodzie zamojskim, zbliżającym go do obrządku łacińskiego. Do zmiany tego stanu rzeczy przystąpił w latach 30. XIX w. konsystorz unickiej diecezji litewskiej i wileńskiej pod kierunkiem biskupa Józefa Siemaszki, przygotowując tym samym konwersję całej administratury na prawosławie. W 1834 cerkiew uznano za jedną z szesnastu najzamożniejszych świątyń unickich w obwodzie białostockim.
W cerkwi w Siderce nie było ikonostasu, został on zainstalowany w 1836, w tym też roku umieszczono w niej ołtarz główny (cs. priestoł) oraz stół ofiarny (cs. żertwiennik). Ikony do ikonostasu powstały dopiero w roku następnym. W świątyni znajdowały się natomiast ołtarze boczne, które usunięto w czerwcu 1837. Proboszcz ks. Jan Sawicz był przeciwny ich usunięciu i nie reagował na wezwania dziekana, by to uczynić. Ołtarze zostały wyniesione z cerkwi dopiero po interwencji władz świeckich – naczelnika powiatu sokólskiego. W 1836 cerkiew nie posiadała żadnych naczyń liturgicznych typowych dla obrządku bizantyjskiego, w tym darochranitielnicy, co tłumaczono ubóstwem placówki duszpasterskiej. Podstawowe naczynia zostały zakupione dopiero na przełomie lat 1836 i 1837, wcześniej miejscowy duchowny nie zadbał o ich pozyskanie mimo wyraźnych poleceń konsystorza. W tym samym czasie z polecenia konsystorza do cerkwi zakupiono księgi liturgiczne przeznaczone do rytu synodalnego, jednak proboszcz parafii nie odebrał ich z klasztoru w Żyrowicach. Według dziekana ks. Lwa Markiewicza był to wynik jego lenistwa, a duchowny zaniedbywał również zwykłe obowiązki duszpasterskie. Na wyposażeniu cerkwi był również typowo łaciński obraz Chrystusa Zbawiciela Świata.
W 1838 do parafii siderkowskiej należało 1075 osób, niemal wyłącznie chłopów. W tym samym roku proboszcz ks. Jan Sawicz zadeklarował gotowość do zmiany wyznania na prawosławne.

### Cerkiew prawosławna
Cerkiew w Siderce przeszła na własność Rosyjskiego Kościoła Prawosławnego na mocy postanowień synodu połockiego z 1839. Według źródła katolickiego decyzja ta została negatywnie przyjęta przez miejscowych wiernych, którzy jeszcze do 1850 protestowali przeciwko narzuconej konwersji. W 1846 do świątyni uczęszczało 1031 osób, natomiast w 1875 było ich 1520. W 1876 właściciel wsi, Arseniusz Winogradow, opłacił remont dachu i ogrodzenia świątyni, przekazując na ten cel 700 rubli. Ponadto od ofiarodawcy z Moskwy parafia otrzymała nowy stół ołtarzowy i stół ofiarny. W 1880 świątynia została ponownie konsekrowana.
Na początku XX wieku do cerkwi uczęszczało 2117 parafian, natomiast w 1913 proboszcz parafii szacował liczbę wiernych na 1823 osoby. W opisie świątyni z tego samego okresu wskazano, że na jej wyposażeniu znajdowała się ikona Matki Bożej, uważana za cudotwórczą. Jej wiek szacowano na 400 lat. W 1911 postanowiono wyremontować cerkiew siderską i zbudować nową dzwonnicę, rozpoczęto także zbiórkę funduszy na ten cel, a Stefan Tieterczyk z Synkowiec przekazał dla świątyni dzwon. Prac nie ukończono do wybuchu I wojny światowej, a w 1915 miejscowa ludność prawosławna została ewakuowana.

### Kościół katolicki
Pomimo że w latach 20. większość mieszkańców Siderki stanowili prawosławni (185 osób, co stanowiło 74% wszystkich mieszkańców miejscowości), to w 1920 budynek dawnej cerkwi został zrewindykowany na rzecz Kościoła katolickiego i rekoncyliowany na kościół rzymskokatolicki, co wiązało się z nadaniem mu nowej oprawy architektonicznej. W 1946 kościół stał się świątynią parafialną.
W Siderce na początku lat 60. XX wieku żyło jeszcze 207 osób wyznania prawosławnego, toteż w 1971 na miejscowym cmentarzu prawosławnym wzniesiono kaplicę Narodzenia św. Jana Chrzciciela, która zachowała się do dziś i należy do parafii w Jacznie.

## Związani ze świątynią
W latach 1905–1906 proboszczem parafii w Siderce był ks. Nikołaj Siemieniako, późniejszy biskup miński, pod imieniem mniszym Teofan.